# Eudocia (hija de Valentiniano III)

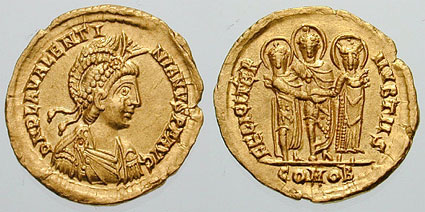
Moneda conmemorativa del matrimonio entre Valentiniano III y Licinia Eudoxia.

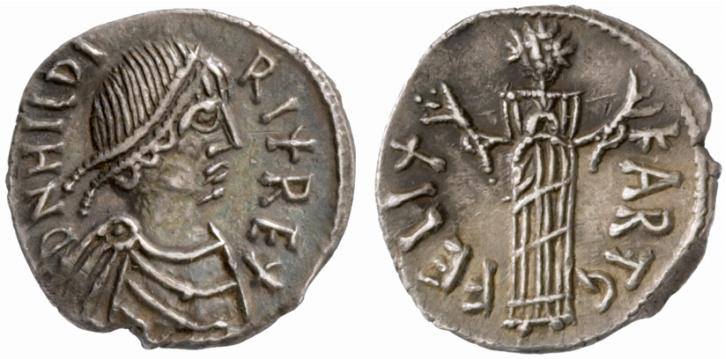
Denario de Hilderico, hijo de Eudocia y Hunerico

Eudocia o Eudoxia (438/439-Jerusalén, 471/472)  fue la hija del emperador Valentiniano III y de su esposa Licinia Eudoxia. 

## Biografía
Desde su infancia quedó comprometida en matrimonio con Hunerico, hijo del rey de los vándalos Genserico que había establecido un reino en el norte de África.  Al morir su padre Valentiniano III asesinado, se proclamó Petronio Máximo como Augusto de Occidente.  Petronio Máximo proyectó romper el compromiso de boda de Eudocia con Humerico para casarla con  su hijo Paladio. Este acontocimiento provocó la rotura del pacto de estado que mantenía el Imperio Romano con los vándalos. En el año 455 Genserico al mando de una importante flota invadió y saqueó Roma, llevándose a Cartago varios rehenes, entre ellos Eudocia, su hermana mayor Placidia y la madre de ambas Licinia Eudoxia. Una vez en África, Eudocia se casó con Hunerico con quien tuvo un hijo de nombre Hilderico que se convirtió en heredero del trono vándalo y reinó entre los años 523 y 530. Tras permanecer 16 años en África se trasladó a Jerusalén donde falleció después de visitar el sepulcro de su abuela Elia Eudocia.

## Genealogía
- Fue nieta por vía materna de Teodosio II y de Elia Eudocia y por vía materna de Constancio III y Gala Placidia.
- Su padre fue Valentiniano III emperador romano de Occidente entre el 424 y 455 y su madre Licinia Eudoxia, única hija superviviente de Teodosio II.
- Fue hermana de Placidia, emperatriz romana consorte, esposa del emperador romano de Occidente, Anicio Olibrio.
- Se casó con Hunerico, rey de los vándalos y los alanos entre el 477 y el 484, hijo y sucesor de Genserico.
- Fue madre de Hilderico, rey de los vándalos y los alanos entre 523 y 530.